# Municipio de Grand (Dakota del Sur)
El municipio de Grand (en inglés: Grand Township) es un municipio ubicado en el condado de Hand en el estado estadounidense de Dakota del Sur. En el año 2010 tenía una población de 50 habitantes y una densidad poblacional de 0,52 personas por km².

## Geografía
El municipio de Grand se encuentra ubicado en las coordenadas 44°30′31″N 98°46′18″O / 44.50861, -98.77167. Según la Oficina del Censo de los Estados Unidos, el municipio tiene una superficie total de 96.75 km², de la cual 96,71 km² corresponden a tierra firme y (0,05 %) 0,04 km² es agua.

## Demografía
Según el censo de 2010, había 50 personas residiendo en el municipio de Grand. La densidad de población era de 0,52 hab./km². De los 50 habitantes, el municipio de Grand estaba compuesto por el 100 % blancos. Del total de la población el 0 % eran hispanos o latinos de cualquier raza.